# Брансон Вест (Мисури)
Брансон Вест (енгл. Branson West) град је у америчкој савезној држави Мисури.

## Демографија
По попису из 2010. године број становника је 478, што је 70 (17,2%) становника више него 2000. године.
| Група             | 2000.       | 2010.       |
| Белци             | 379 (92,9%) | 413 (86,4%) |
| Афроамериканци    | 0 (0,0%)    | 3 (0,6%)    |
| Азијати           | 5 (1,2%)    | 2 (0,4%)    |
| Хиспаноамериканци | 16 (3,9%)   | 57 (11,9%)  |
| Укупно            | 408         | 478         |